# Yami Gautam
Yami Arham Gautam (née le 28 novembre 1988) est une actrice et mannequin indienne qui apparaît principalement dans les films hindi.

## Biographie
Elle est également apparue dans quelques films en telugu, kannada, punjabi, malayalam et tamoul. En plus de son métier d'actrice, elle est une ambassadrice de premier plan pour les marques et les produits.

## Filmographie
De haut vol [2023] : Neha Grover